# Achias kimi
Achias kimi är en tvåvingeart som beskrevs av Mcalpine 1994. Achias kimi ingår i släktet Achias och familjen bredmunsflugor. Inga underarter finns listade i Catalogue of Life.